# 大阪市立九条北小学校
大阪市立九条北小学校（おおさかしりつ くじょうきたしょうがっこう）は、大阪市西区にある公立小学校。
町工場や商店などが立地する地域を校区としているという地理的条件から、工場見学や商店街見学に力を入れている。また地域史学習にも力を入れている。

## 沿革
1919年に西区九条地区で5番目の小学校・大阪市九条第五尋常小学校として創立した。
九条地区の小学校は当時、同一校区内に男子小学校と女子小学校をそれぞれ別個に設置する方式をとっていたため、創立当初は男子児童のみを受け入れていた。その後1931年になり、すぐ南側にあった女子小学校・九条第三尋常小学校（1906年創立）と校区の調整をおこない、九条第三・九条第五の両校とも男女共学となった。
1941年には国民学校令の実施に伴い、従来の九条第五尋常小学校は大阪市九条北国民学校に、九条第三尋常小学校は九条中国民学校にそれぞれ改称した。
太平洋戦争の戦局悪化により、大阪市など大都市の国民学校の児童を1944年以降学童疎開させることになった。縁故で疎開できない児童に対しては学校から集団疎開させることになり、大阪市では当時の22行政区各区ごとに疎開先の府県を割り当てた。西区の国民学校では島根県へ疎開することになり、九条北校は出雲市へ、九条中校は八束郡恵曇村・佐太村（いずれも鹿島町を経て現在の松江市）へと疎開している。
1945年3月13日から翌3月14日未明にかけての第一次大阪大空襲では校区一帯が被災し、九条中国民学校が焼失するなどした。
戦災による校舎被害、および校区被害に伴って児童数が減少したことに伴い、集団疎開から児童が帰校し授業が再開された1945年秋以降は九条中校は九条北校を間借りして授業を実施した。翌1946年4月1日付で九条中国民学校は休校となり、九条北国民学校へ統合された。九条中校の跡地は、現在は九条北公園となっている。

### 年表
- 1906年 - 大阪市九条第三尋常小学校が女子校として開校（九条第二尋常小学校より分離）。
- 1919年5月26日 - 大阪市九条第五尋常小学校が男子校として開校。
- 1931年 - 九条第三・九条第五両校校区を調整。男女共学となる。
- 1941年4月1日 - 国民学校令により、大阪市九条北国民学校・大阪市九条中国民学校と改称。
- 1944年 - 島根県へ学童疎開。
- 1946年4月1日 - 大阪市九条中国民学校を休校（のち廃校）。九条北国民学校に統合。
- 1947年 - 学制改革により、大阪市立九条北小学校と改称。

## 通学区域
- 大阪市西区 九条3丁目（一部）、九条南3丁目・4丁目、安治川1丁目・2丁目、境川2丁目。

卒業生は大阪市立西中学校に進学する。

## 出身者
- 田尾安志 - 元プロ野球選手[1]

## 交通
- 地下鉄中央線・阪神なんば線 九条駅 北西へ約600m。
- 大阪環状線・阪神なんば線 西九条駅 安治川トンネル経由で南へ約750m。